# Hubert de Besche
Hubert Wathier August de Besche, född 7 juli 1911 i Frösö socken, död 11 mars 1997, var en svensk diplomat och ambassadör.

## Biografi
de Besche, som var juris kandidat och senare juris hedersdoktor,  var utrikesråd och chef för Utrikesdepartementets handelsavdelning 1953–1956 och biträdande kabinettssekreterare 1956–1963. Under hans tid som ambassadör i Washington, D.C. (1964–1973) tilltog de diplomatiska spänningarna mellan Sverige och USA. Efter Olof Palmes uttalande om Hanoibombningarna 1972, där han jämförde USA:s krig i Vietnam och julbombningarna av Hanoi med bland annat nazistiska förbrytelser under andra världskriget, blev de Besche uppkallad till USA:s biträdande utrikesminister Alexis Johnson och fick motta en kraftig tillrättavisning. Såväl de Besche som hans då nyligen utsedda efterträdare Yngve Möller förklarades som icke välkomna i USA. John Guthrie, USA:s ambassadör i Stockholm, blev samtidigt hemkallad. de Besche tillträdde därefter tjänsten som ambassadör i Köpenhamn (1973–1977). de Besche var även ordförande vid de sjustatsförhandlingar som ledde till bildandet av EFTA 1959.

## Utmärkelser
- Kommendör med stora korset av Nordstjärneorden, 3 december 1974.[4]